# Miðvágur

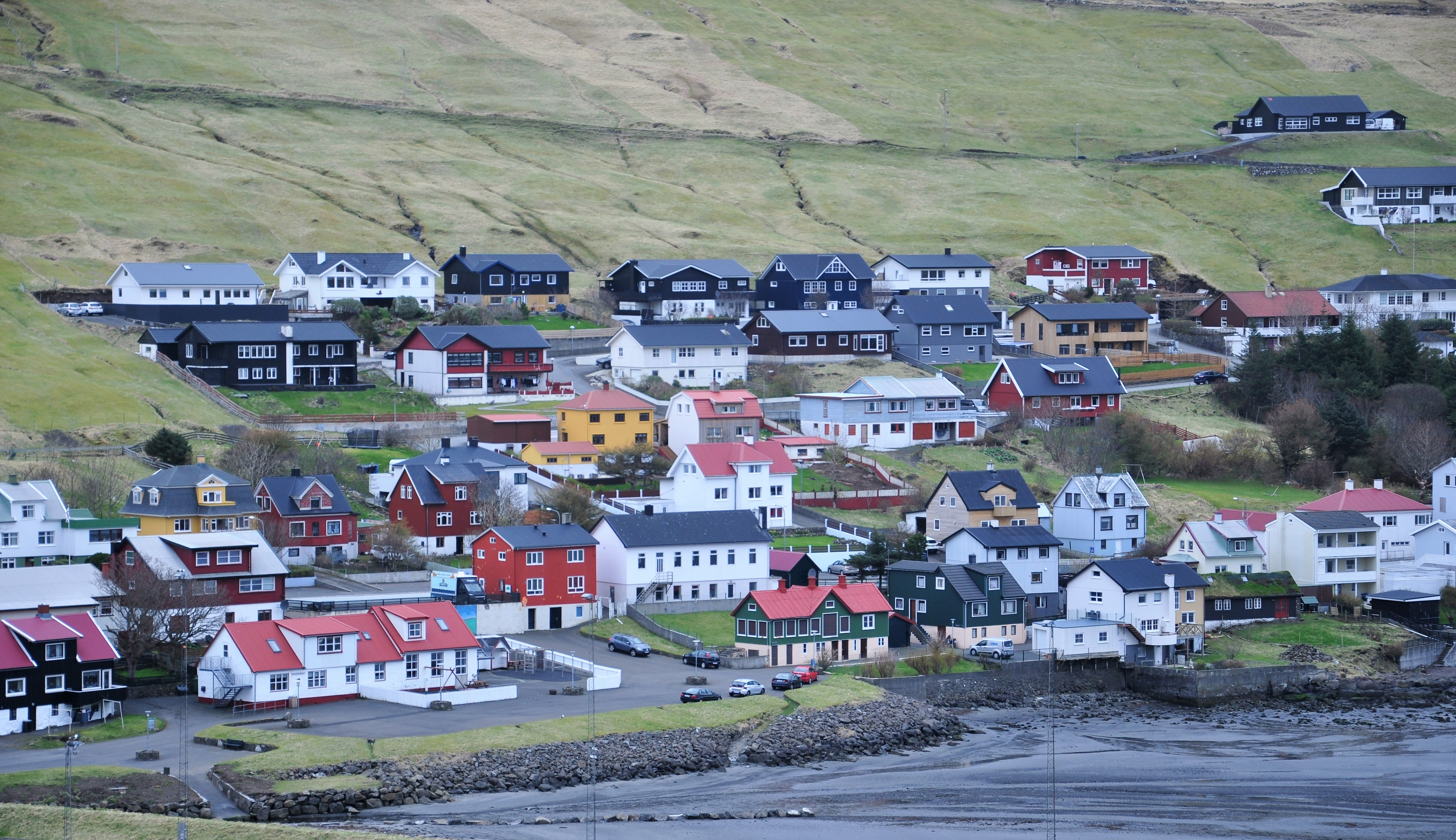
Miðvágur

Miðvágur (in danese Midvåg) era un comune delle Isole Fær Øer. Aveva una popolazione di 1 101 abitanti e faceva parte della regione di Vágar sull'isola omonima.
Il territorio del comune copriva la fascia centrale dell'isola di Vágar (dalla costa nord alla costa sud) e includeva due centri abitati: Miðvágur (capoluogo) e Vatnsoyrar.
Il 1º gennaio 2009 il comune si è fuso con Sandavágur creando comune di Vágar.